# Indigofera eriocarpa
Indigofera eriocarpa är en ärtväxtart som beskrevs av Ernst Meyer. Indigofera eriocarpa ingår i släktet indigosläktet, och familjen ärtväxter. Inga underarter finns listade i Catalogue of Life.